# Maximinus II Daia
Gaius Valerius Galerius Maximinus (20 november 270 - juli/augustus 313), geboren als Daia, bekend als Maximinus II Daia, was een Romeins keizer van 308/310 tot halverwege 313.
Daia is geboren in Dacia, en kwam uit een boerenfamilie, net als zijn goede vriend, krijgsmakker, oom en latere keizer Galerius. Hij was voorbestemd net als zijn vader een schaapherder te worden. Hij diende zoals gezegd in het leger, in diverse functies, en had een vrouw en dochter, van wie de namen niet bekend zijn, en een zoon, Maximus. Op 1 mei 305 benoemde Galerius, zelf net opvolger van Diocletianus, hem als Caesar. Zijn persoonlijk te besturen gebied besloeg het Midden-Oosten en het zuidelijk deel van Klein-Azië.
In 306 stierf Galerius' medekeizer Constantius I Chlorus, en moest hij toestaan dat diens zoon Constantijn de Grote Caesar werd. De nieuwe keizer van het Westen werd Severus II. In Rome verklaarde Maxentius zich echter al tot keizer, en in een poging dit te verhinderen stierf Severus. Bij een bijeenkomst in Carnuntum in 308 werd besloten dat Licinius Severus' opvolger werd, en dat Constantijn ook keizer werd. Daia zou ook graag keizer worden, maar is waarschijnlijk nooit officieel benoemd. Wel gebruikte hij tijdens zijn veldtochten tegen Perzië in 310 de titel van de keizer (Augustus). Niettemin bleef hij trouw aan Galerius.
Daia had sinds de conferentie in 308 een grote hekel gekregen aan Licinius. Na de dood van Galerius in 311 escaleerde de situatie. Ze verdeelden Galerius' deel van het rijk, met als grens de Bosporus. Het kwam nog niet tot een burgeroorlog. Daia sloot wel een verbond met de usurpator Maxentius, die nog in Rome zat.
In 312, toen Constantijn Maxentius aanviel, zat Daia in een veldtocht in Syria. Toen hij hoorde van een verbond van Licinius en Constantijn keerde hij terug naar Bythinia, boos om de dood van Maxentius. In april 313 stak hij de Bosporus over en veroverde Byzantium na een beleg van 11 dagen. Op 30 april kwam het tot een gevecht met een klein leger van Licinius (Slag bij Adrianopel). Daia's troepen waren verzwakt en vluchtten. Maximinus Daia vluchtte verkleed als slaaf, maar werd later in het jaar gedood en begraven bij Tarsus. Licinius nam zijn gebieden over.